# 마차라델발로
마차라델발로(이탈리아어: Mazara del Vallo)는 이탈리아 시칠리아 남서부 트라파니도에 있는 도시이자 코무네이다.
이곳은 농업과 어업의 중심지이며 그 항만은 이탈리아에서 가장 큰 어선단의 피난처이다. 최근 이곳은 북아프리카 이민자들의 주요 정착지가 되었다.